# Roberto Mauri (réalisateur)
Pour les articles homonymes, voir Roberto Mauri.
Roberto Mauri, né Giuseppe Tagliavia à Castelvetrano en 1924 et mort le 12 novembre 2007,, est un réalisateur, scénariste et acteur italien.

## Filmographie

### Comme acteur
- 1947 : La fumeria d'oppio de Raffaello Matarazzo
- 1952 : Eran trecento... (autre titre : La spigolatrice di Sapri) de Gian Paolo Callegari
- 1953 : La Maison du silence (La voce del silenzio) de Georg Wilhelm Pabst
- 1956 : Accadde di notte de Gian Paolo Callegari

### Comme réalisateur
- 1958 : Un seul survivra (Vite perdute) (coréalisé avec Adelchi Bianchi)
- 1959 : I mafiosi (it)
- 1962 : Le Massacre des vampires (La strage dei vampiri)
- 1962 : Le Chevalier masqué (Il segno del vendicatore)
- 1963 : Le Pirate du diable (Il pirata del diavolo)
- 1963 : Zorikan lo sterminatore (it)
- 1964 : Una sporca faccenda (it)
- 1964 : Les Invincibles Frères Maciste (Gli invincibili fratelli Maciste)
- 1964 : Les Trois Centurions (I tre centurioni)
- 1965 : Colorado Charlie
- 1965 : Call-girls 66 (Le notti della violenza)
- 1968 : Eva, la vierge sauvage (Eva la Venere selvaggia)
- 1969 : Commissaire X et les trois serpents d'or (Kommissar X - Drei goldene Schlangen)
- 1969 : La vengeance est mon pardon (La vendetta è il mio perdono)
- 1970 : Sartana dans la vallée des vautours (Sartana nella valle degli avvoltoi)
- 1970 : Wanted Sabata
- 1971 : Son nom est Sacramento (...e lo chiamarono Spirito Santo)
- 1971 : Le Retour d'Ivanhoé (La spada normanna)
- 1972 : Django adios ! (Seminò morte... lo chiamavano il Castigo di Dio!)
- 1972 : Les Cinq Brigands de l'Ouest (Spirito santo e le cinque magnifiche canaglie)
- 1972 : Le Gang des rebelles (Bada alla tua pelle, Spirito Santo!)
- 1972 : Les Deux Pistoleros de Silver City (Un animale chiamato uomo)
- 1974 : Madeleine... anatomia di un incubo (it)
- 1974 : L'Homme à la winchester d'or (Corte marziale'')
- 1976 : Un toro da monta (it)
- 1980 : Le porno killers (it)

### Scénariste
- 1974 : Ciak si muore de Mario Moroni